# 伊藤眞雄
伊藤 眞雄（いとう まさお、1878年〈明治11年〉8月9日 - 1937年〈昭和12年〉10月8日）は、日本の経済学者。兵庫県立神戸高等商業学校初代校長、元大阪商科大学教授。専門は応用経済学。

## 略歴
新潟県刈羽郡の士族・伊藤男松の長男として新潟県北蒲原郡新発田町（現 新発田市）に出生。
1897年（明治30年）3月に新潟県尋常中学校を卒業、1900年（明治33年）7月に第四高等学校を卒業、1904年（明治37年）3月に京都帝国大学法科大学政治学科を卒業。
1904年（明治37年）4月に堺中学校嘱託教授に就任、1905年（明治38年）4月に大阪高等商業学校嘱託教授に就任、9月に同校教諭に就任、1906年（明治39年）3月に堺中学校を退職、1912年（大正元年）9月から1915年（大正4年）2月までイギリスのロンドン・スクール・オブ・エコノミクスとドイツに留学、1917年（大正6年）2月に職制改正により大阪高等商業学校教授に就任、12月に同校校長事務取扱に就任、1918年（大正7年）4月に同校校長事務取扱を退任、1926年（大正15年）7月から1927年（昭和2年）11月まで欧米を視察、1928年（昭和3年）7月に大阪商科大学予科教授を兼任、1929年（昭和4年）3月に大阪商科大学教授に就任、同大学高等商業部教授を兼任、4月に同大学を依願退職、兵庫県立神戸高等商業学校校長事務取扱に就任、8月に兵庫県立神戸高等商業学校初代校長に就任。
大阪高等商業学校の大学昇格のために校長の武田千代三郎と奔走した。また、欧米の経済研究所を調査し、大学に昇格した際に付設される経済研究所はハーバード大学経済研究所と同じように実務家に資料を提供するものとなった。

## 栄典・表彰
- 1915年（大正04年）11月10日 - 大礼記念章[10]
- 1934年（昭和09年）09月01日 - 従四位[11]
- 1936年（昭和11年）07月07日 - 勲三等瑞宝章[12]

## 親族
- 田中博 - 岳父、実業家[13]、京都電燈第4代社長、京都商工会議所第8代会頭、都ホテル第5代社長、元大聖寺川水電社長、元大同電力取締役、元京阪電気鉄道監査役。越後国蒲原郡宮古木村（現 新潟県新発田市宮古木）出身[14]。

## 著作物

### 著書
- 『經濟學通論』大日本商業学会、1909年。

### 訳書
- 『冨』エドウィン・キャナン（英語版）[著]、河上肇[序]、弘文堂書房、1919年。

### 主な論文
- 「大阪工塲分布槪論」『商業及經濟硏究』第1冊、105-139頁、市立大阪高等商業学校出版部、1916年。
- 「かんなん敎授ノ人口論」『商業及經濟硏究』第2冊、208-224頁、市立大阪高等商業学校出版部、1916年。
- 「英國住居政策ノ由來及ビ住居供給ニ關スル法制」『商業及經濟硏究』第4冊、631-658頁、市立大阪高等商業学校出版部、1916年。
- 「英國ニ於ケル住居改修ニ關スル法制ノ發達」『商業及經濟硏究』第6冊、1020-1043頁、市立大阪高等商業学校出版部、1917年。
- 「英國住居政策の由來及び住居改良に關する法制（上）」『大阪市商工時報』第7号、201-229頁、大阪市役所商工課、1917年。
- 「英國ノ一九〇九年「住居」及「都市計畫」條例（一）」『商業及經濟硏究』第9冊、1469-1481頁、市立大阪高等商業学校出版部、1918年。
- 「英國ノ一九〇九年「住居」及「都市計畫」條例（二）」『商業及經濟硏究』第10冊、1626-1638頁、市立大阪高等商業学校出版部、1918年。
- 「大阪市に於ける工塲分布」『大阪市商工時報』第13号、1-26頁、大阪市役所商工課、1918年。
- 「西成東成兩郡の工塲分布」『大阪市商工時報』第14号、21-40頁、大阪市役所商工課、1918年。
- 「英國ノ都市計畫法（一） 」『商業及經濟硏究』第12冊、212-223頁、市立大阪高等商業学校出版部、1918年。
- 「英國ノ都市計畫法（二、完）」『商業及經濟硏究』第15冊、664-681頁、大阪市立高等商業学校内 商業及経済研究会、1919年。
- 「人類の環境改良と住居問題の發生に就いて」『商業及經濟硏究』第28冊、1047-1069頁、大阪市立高等商業学校内 商業及経済研究会、1922年。